# Översvämning i Port-Marly
Översvämning i Port-Marly (franska: L'Inondation à Port-Marly) är en serie oljemålningar av den fransk-brittiske konstnären Alfred Sisley. Den omfattar fyra målningar från 1872, varav en är utställd på National Gallery of Art i Washington, och sju målningar från 1876. 
Den kanske mest berömda versionen är från 1876 och ingår i Musée d'Orsays samlingar i Paris; den kallas även La barque pendant l'inondation, Port-Marly eftersom en båt avbildas framför det översvämmade huset. Musée d'Orsay äger ytterligare målning från denna översvämning och ännu en version tillhör Musée des Beaux-Arts i Rouen.
Le Port-Marly är en by utmed Seine nedströms från, eller väster om, Paris. Under 1870-talet var Sisley först bosatt i Louveciennes och därefter i Marly-le-Roi, båda grannbyar till Le Port-Marly. Våren 1872 svämmade Seine över, vilket Sisley förevigade i dessa målningar. Det avbildade huset tillhörde en vinhandlare vars butik hette À S:t Nicolas.  
Sisley var den mest konsekventa av impressionisterna i sitt engagemang för att måla landskap en plein air, det vill säga utomhus. Han målade sällan porträtt, utan föredrog landskap i Paris omgivning.

## Bilder

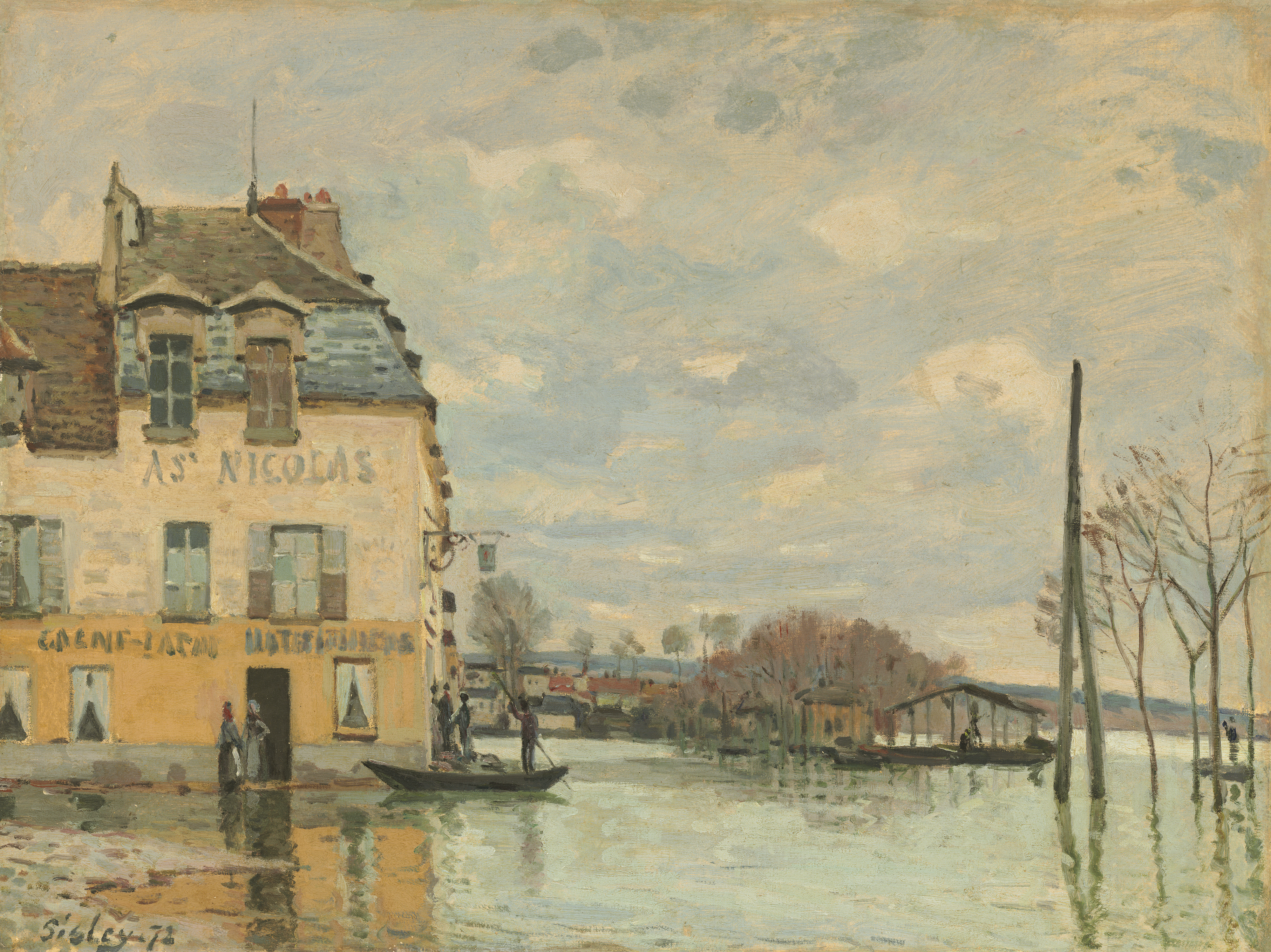
Version på National Gallery of Art (46 x 61 cm).
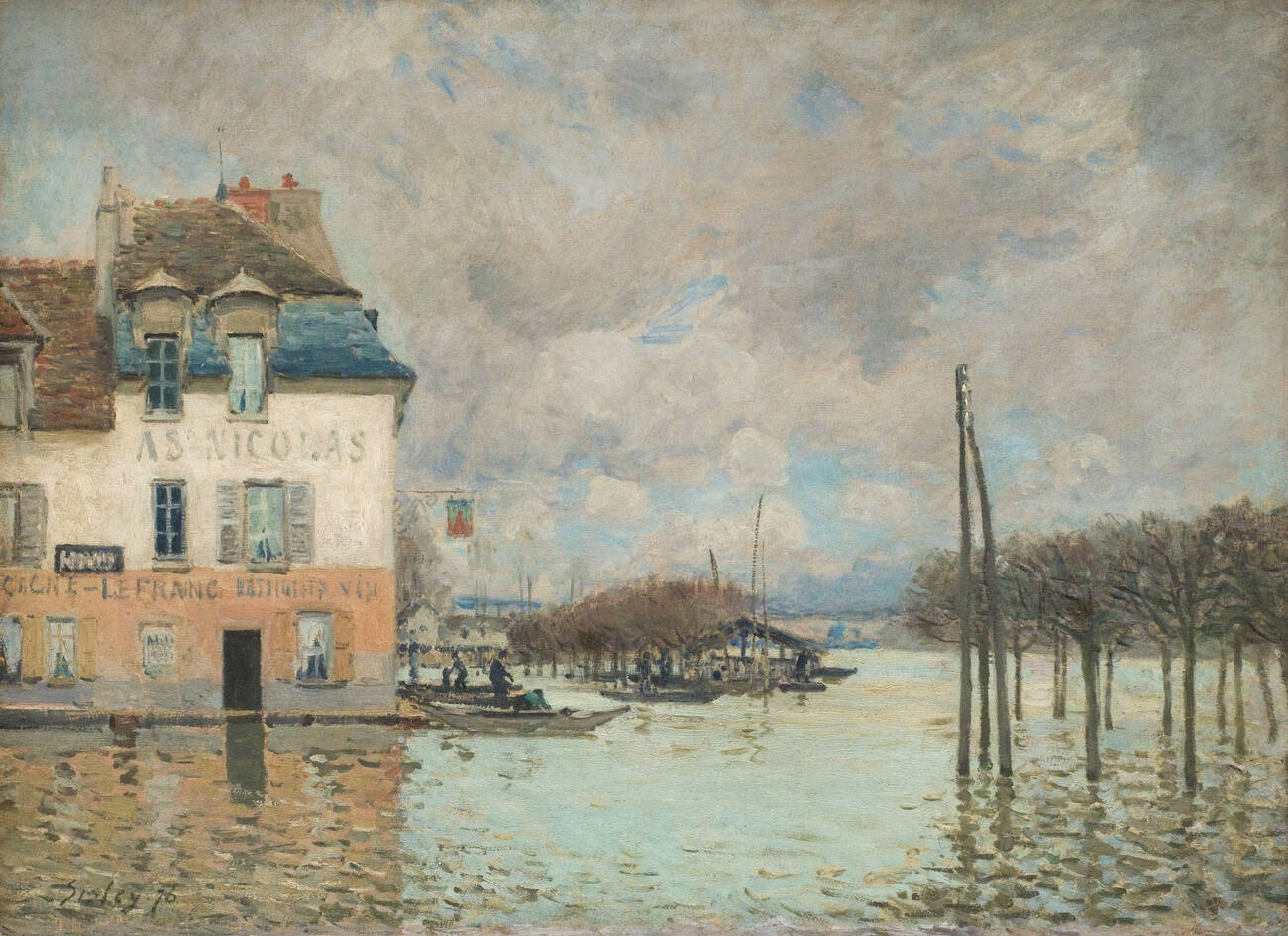
L'Inondation à Port-Marly (60 x 81 cm), Musée d'Orsay.
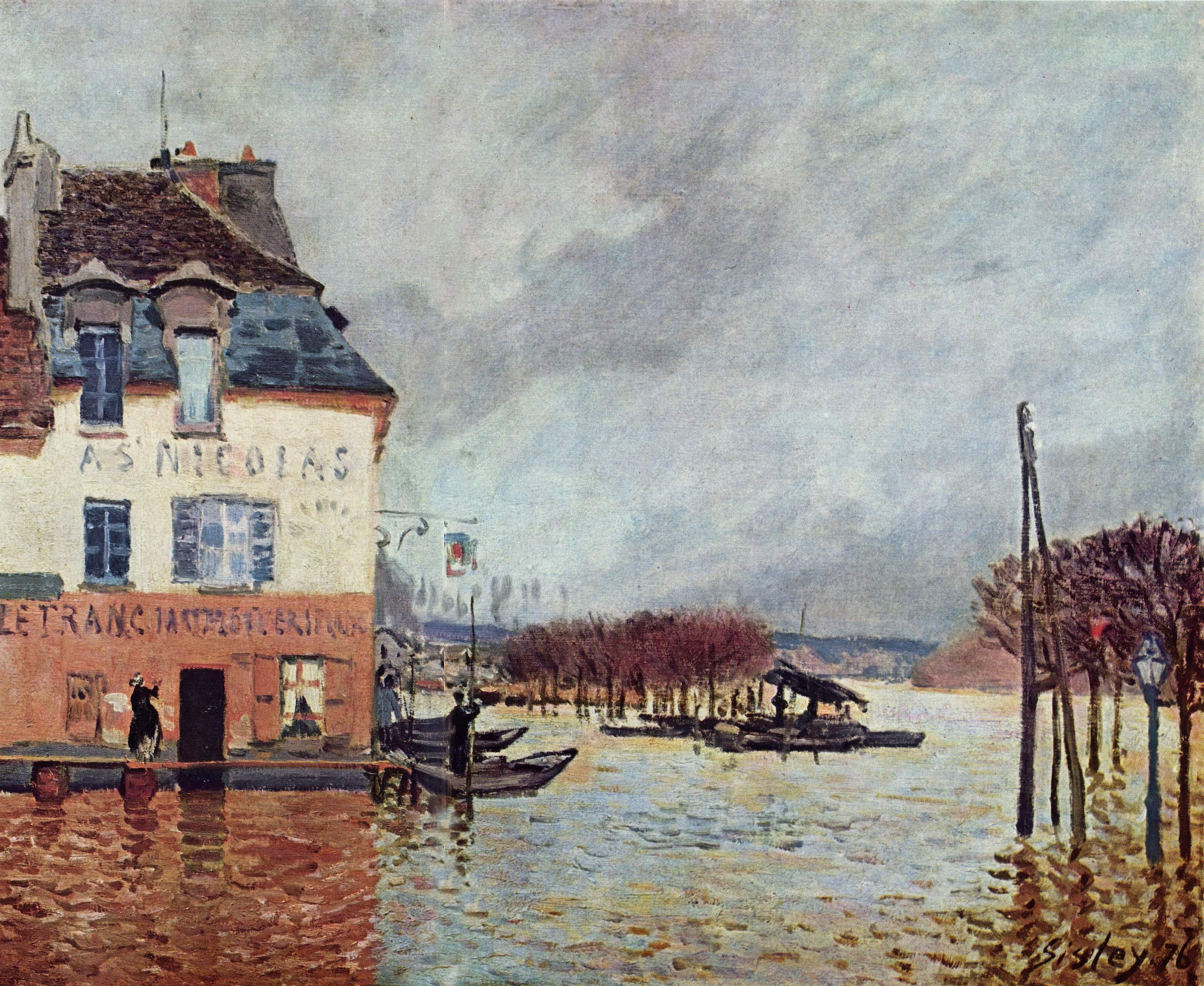
Version på Musée des Beaux-Arts de Rouen (60 x 80 cm).
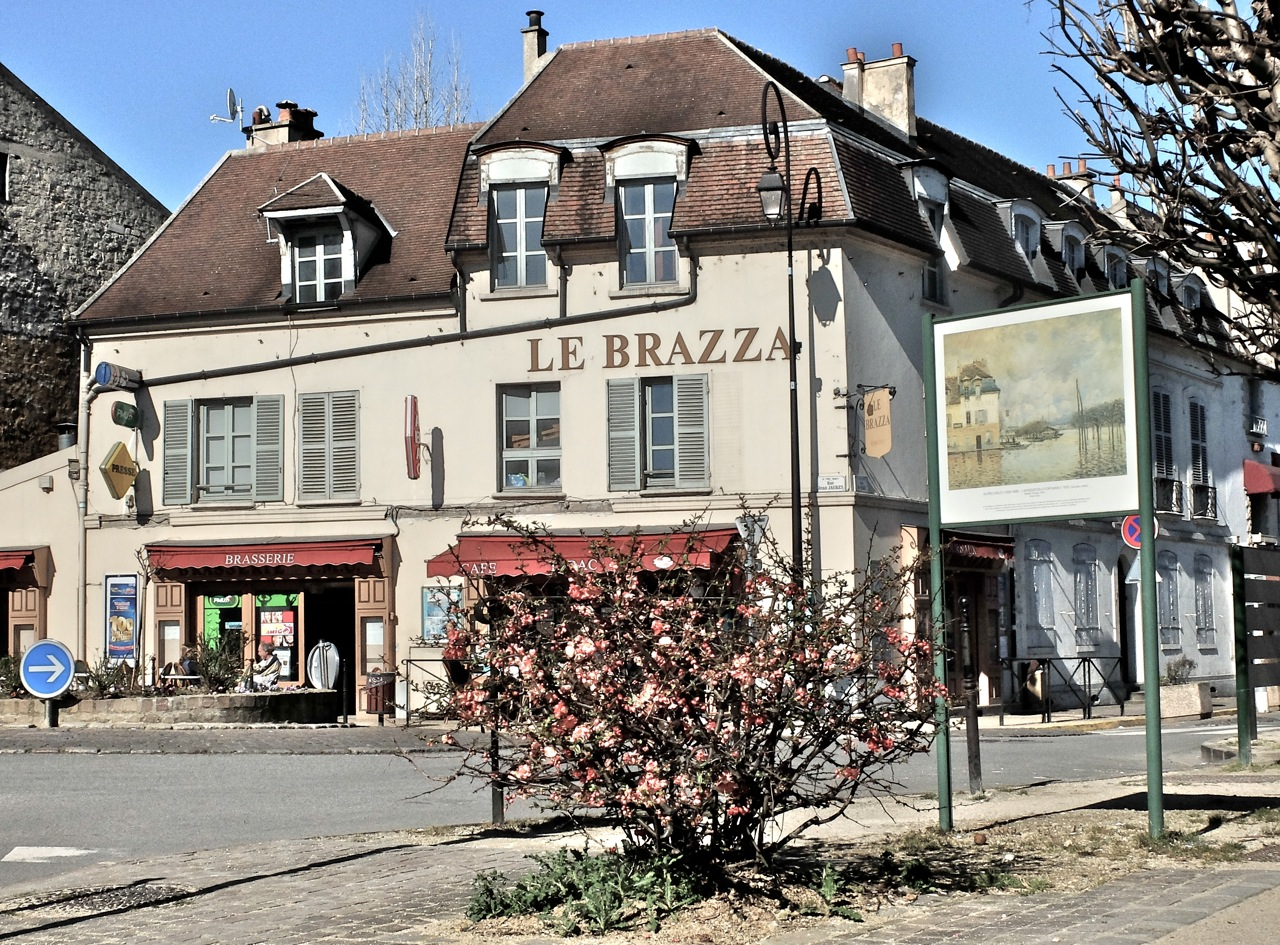
Platsen idag.